# Les Mystères d'une âme
Pour plus de détails, voir Fiche technique et Distribution.
Les Mystères d'une âme (allemand : Geheimnisse einer Seele) est un film allemand réalisé par Georg Wilhelm Pabst en 1926. 
Les Mystères d'une âme est le premier film à présenter les théories psychanalytiques au cinéma. Il a été fait avec la collaboration et les conseils de Hanns Sachs et Karl Abraham. Le scénario a été inspiré par un cas de Sigmund Freud et il illustre les théories de l'inconscient et du refoulement de manière très imaginative. 

## Synopsis
L'histoire conte l'apparition de symptômes névrotiques chez Martin Fellman, chimiste, marié, de la bourgeoisie joué par Werner Krauss. Après des pérégrinations entre cauchemars, rêves, fantasme de meurtre de sa femme et autre sentiment de culpabilité, il rencontre par hasard un psychanalyste, le Dr Orth, joué par Pavel Pavlov qui, par la cure psychanalytique, parviendra à le guérir.

## Fiche technique
- Titre : Les Mystères d'une âme
- Titre original : Geheimnisse einer Seele
- Autre titre : Le Cas du professeur Mathias
- Réalisation : Georg Wilhelm Pabst, assisté de Marc Sorkin
- Scénario : Karl Abraham,  Hans Neumann, Colin Ross, Hanns Sachs
- Photographie : Robert Lach, Curt Oertel, Guido Seeber
- Musique : Giuseppe Becce[1]
- Décorateur : Ernő Metzner
- Pays de production : Allemagne  République de Weimar
- Format : Noir et blanc - 35 mm - 1,33:1 - Film muet
- Genre : drame
- Durée : 97 minutes
- Date de sortie : 24 mars 1926

## Distribution
- Werner Krauss : Martin Fellman
- Ruth Weyher : sa femme
- Ilka Grüning : la mère
- Jack Trevor (en) : Erich
- Polycarpe Pavloff : Dr. Orth
- Hertha von Walther : Fellmans
- Renate Brausewetter
- Colin Ross : Commissaire de la criminelle